# Einar Madvig
Einar Madvig (8. september 1882 i København – 3. september 1952 i København) var en dansk arkitekt.
Madvig var søn af materialist, senere apoteker i København Victor Paolo Madvig og Clara Elisabeth Mathilde Jantzen. Han blev student fra Vestre Borgerdyd 1900 og året efter cand.phil. Dernæst blev han tømrersvend 1903 og tog afgang fra Københavns Tekniske Skole samme år. Han gik på Kunstakademiets Arkitektskole 1904-12 og var ansat som tegner hos Emil Jørgensen og H.B. Storck 1904-06 og konduktør hos Gotfred Tvede 1906-15.
Han drev tegnestue sammen med Poul Methling i København 1915-1920 og senere alene. Madvig var medstifter af tidsskriftet Architekten 1898; medlem af Akademisk Arkitektforenings honorar- og retsudvalg 1917-34; kasserer i samme forenings understøttelsesfond 1944, medlem af bestyrelsen i Kunstforeningen 1933-44 og medlem af Københavns Vandafledningskommission 1939-51.
Han modtog K.A. Larssens Legat 1908 og udstillede på Charlottenborg Forårsudstilling 1913-14, 1916, 1918, 1920, 1927, 1931, 1945, 1952 (sammen med Niels Rohweder), Landsudstillingen i Århus 1909; Dansk Utställning, Liljevalchs, Stockholm 1918. Separatudstilling af akvareller: Fischer og Krarup, København 1944.
Han var på rejser til Tyskland 1908; Holland 1912; England 1912, 1914, 1923; Frankrig 1914; Sverige 1916; Italien 1921 og 1930; Norge 1948.
Einar Madvig blev gift 4. juni 1910 på Frederiksberg med Gerda Louise Estrid Rovsing (22. marts 1884 i Fredensborg), datter af læge Niels Ivar Asmund Rovsing og Julie Frederikke Henriette Dithmer.

## Værker
- Projekt til husmandshuse (1908, 1. og 6. præmie)
- Musiker Fritz Bendix's villa, Tisvilde (1909-12)
- Kaptajn G. Worsøes sommerhus, Odinshøj, Ålsgårde (1912)
- Københavns Boldklubs pavillon, Pile Allé, Frederiksberg (1913)
- Skibsreder Johan Hansens sommerhus, Gyvelvej 1, Skodsborg (1915, sammen med Poul Methling)
- Grosserer W. Tegners sommerhus, Odinshøj, Ålsgårde (1916)
- Læge N. Schiødtes sommervilla "Firkløveret", Nordre Strandvej 174, Ålsgårde
- Havestue, Kastelsvej 16, København (1916, sammen med Poul Methling, tilbygning til Martin Nyrops villa, nedrevet 1936)
- Johan Hansens maleripavillon, nu Museumsbygningen Kunstauktioner, Kastelsvej (1920)
- Villa, Birkebakke, Rungsted (1916-25)
- Københavns Boldklubs tennishal, Pile Allé, Frederiksberg (1918-19)
- Baunegård hovedbygning, Lille Værløse (1920)
- Villa, nu Polens ambassade, Richelieus Allé 12, Hellerup (1918, sammen med Gotfred Tvede, modelleret over motiver fra Eremitageslottet)
- Vekselerer Eiler Lehn Schiølers fuglesamling, Uraniavej 14-16, Frederiksberg (1920)
- Dampskibsselskabet Dannebrogs kontorhus, Amaliegade 35, København (1920-23, sammen med Poul Methling)
- Assuranceselskabet Salamandra, Hammerensgade 4/Bornholmsgade 3/Store Kongensgade 126, København (1921, sammen med Gotfred Tvede)
- Den danske Købstadsforenings bygning, senere Kommunernes Landsforening, Gyldenløvesgade 11, København (1930-31)
- Glud & Marstrand, Uplandsgade 20, København (1935-45)
- Udvidelsen af Det Kongelige Danske Haveselskabs Have (sammen med havearkitekt J.P. Andersen)
- Restaurering af festsalen i Flensborghus, Flensborg

### For Københavns Havnevæsen
- Ombygning af Toldboden, Nordre Toldbod (1938-39, forhøjelse af Vilhelm Dahlerup og Frederik Bøttgers bygning)
- Værksteder, marketenderi, Refshaleøen, København (1938-39)
- Pakhus med terrasse, Nordre Toldbod (1949-51)

### Dekorative arbejder
- Mindesmærke for professor Kristian Rovsing, Nonneholt Plantage ved Mariager (1925, relief af Anders Bundgaard)
- Kirurg Thorkild Rovsing, Holmens Kirkegård (1927)
- Dommer N.A. Gad, Frederiksberg Ældre Kirkegård (1931)
- Skibsreder Johan Hansen, Vestre Kirkegård, København (1943)